# A.P. Hansen (fabrikant)
Arne Peder Kristian Hansen (født 23. august 1930) i Næstved, er en dansk politiker og fabrikant. A.P. Hansen blev Venstre-borgmester, Sønderborg i 1997 efter 52 års uafbrudt socialdemokratisk styre. Han mistede posten i 2006, da der var valg til den nye storkommune Sønderborg Kommune. Han blev genvalgt, men kunne ikke finde sig i rollen som menigt byrådsmedlem, så han gik ud af byrådet midt i valgperioden. Siden har han arbejdet for at støtte kunst og kultur.
A. P. Hansen kommer fra Næstved. Han er uddannet som klejnsmed og teknikumingeniør. 1961 oprettede han maskinfabrikken Cornmall, Ragebøl i 1961. I nutiden har Cormall specialiseret sig i store industrianlæg til forarbejdning af halm og anden biomasse til strøelse, foder, byggeplader og kemisk industri som f.eks. etanol.
Hans store interesse er kunst. Han er blandt andet kendt for at være en af hovedkræfterne bag viden- og kulturcenteret Alsion i Sønderborg og skulpturparken i Augustenborg Slotspark. 
A.P. Hansen var i 6 år formand for Foreningen af danske Landbrugsmaskinfabrikanter og medstifter af landbrugsmessen Agromek i Herning samt 8 år formand for Sønderborg Handelsstandsforening.
- 2009 modtog han JydskeVestkystens kulturpris. Dommerkomiteen begrundede deres valg af A. P. Hansen med hans store interesse for kunst kombineret med et talent for at få tingene til at ske.
- 2010 modtog han Æresrummelpotten som tildeles en person eller institution, der har gjort det sjovere, bedre og mere interessant at bo i Sønderjylland, og som har været med til at gøre Sønderjylland kendt.